# Gliese 440
Gliese 440 o GJ 440 (LHS 43 / WD 1142-645 / EGGR 82) es una enana blanca a 15,1 años luz de distancia del sistema solar situada en la constelación de Musca. Es la cuarta enana blanca más próxima a la Tierra después de Sirio B, Procyon B y la estrella de Van Maanen y, al igual que esta última, no tiene ninguna compañera estelar.
Las enanas blancas como Gliese 440 no generan energía por fusión nuclear, como el resto de las estrellas, sino que radian al exterior el exceso de calor a un ritmo constante.
Gliese 440 tiene tipo espectral DQ, un tipo infrecuente en cuyo espectro hay evidencia de carbono atómico o molecular.
Aunque la masa actual de Gliese 440 es solo un 62 % de la masa solar, se piensa que su masa cuando estaba en la secuencia principal era 4,4 veces mayor que la del Sol, siendo probablemente entonces una estrella blanco-azulada de tipo B4-B9.
La estrella se despojó de la mayor parte de su masa después de su etapa en la rama asintótica gigante del diagrama de Hertzsprung-Russell, justo antes de convertirse en una enana blanca.
Actualmente tiene una temperatura efectiva de 7920 K y se estima que su edad —como enana blanca— es de unos 1440 millones de años.
Gliese 440 puede ser un miembro de la asociación estelar de Wolf 219, grupo de estrellas que comparten un movimiento similar a través del espacio y que pueden tener un origen común.
LHS 288, distante 2,15 años luz, es la estrella conocida más cercana a Gliese 440.